# Can Via (Fortià)
Can Via és un edifici del municipi de Fortià (Alt Empordà) inclòs en l'Inventari del Patrimoni Arquitectònic de Catalunya.

## Descripció
Edifici aïllat que es troba al pati d'una casa que dona al carrer Major. Aquesta casa té la façana arremolinada però una part d'aquest ha saltat i permet veure l'opus spicatum. D'aquesta casa destaquen la porta d'accés en arc de mig punt adovellat i la finestra a sobre de la porta, amb una llinda amb la inscripció "PETRUS IULIA 1692". La coberta és a dues vessants amb teules. Té al seu davant una construcció contemporània utilitzada per a usos agrícoles.

## Història
La casa va ser bastida o reconstruïda per la família Julià a finals del segle xvii. Està situada fora de l'antiga força i va ser construïda al segle xiv a la zona denominada valls de la força. El nom Via prové del cognom dels propietaris actuals.